# Richard Boyle, 3. Earl of Burlington
Richard Boyle, 3. Earl of Burlington, 4. Earl of Cork KG PC (* 25. April 1694; † 3. Dezember 1753 in Chiswick) war ein britischer Adliger und Architekt und Gartendesigner.

## Leben
Boyle wurde als Sohn von Charles Boyle, 2. Earl of Burlington, 3. Earl of Cork in eine reiche Adelsfamilie geboren. Am 3. Mai 1694 wurde er in der St James’s Church in Westminster getauft. Bereits im Alter von zehn Jahren erbte er beim Tod seines Vaters dessen Adelstitel und dessen ausgedehnte Ländereien in Yorkshire und Irland. Schon in jungen Jahren war er ein Förderer der Künste und interessierte sich für die bildende Kunst, Musik und Literatur. Er ließ den Dichter John Gay und den Komponisten Georg Friedrich Händel im Burlington House wohnen, der ihm dafür drei Opern widmete. Er unterstützte zudem den Dichter Alexander Pope.
Boyle war einer der wichtigsten Initiatoren des englischen Palladianismus. Er war ein großer Förderer der Künste des 18. Jahrhunderts. In England besaß er das Anwesen Londesborough Hall in Yorkshire, sowie zwei Häuser im heutigen London, eines an der Straße Piccadilly in Westminster und eines in Chiswick.

## Wirken
In drei Grand Tours 1714, 1719 und 1726 bereiste er den europäischen Kontinent, insbesondere Italien, wo er mit der italienischen Architektur in Berührung kam. Die Architektur der römischen Antike interessierte ihn kaum, vielmehr aber deren Interpretationen durch Vincenzo Scamozzi, Inigo Jones und Andrea Palladio. Er trug eine Sammlung von Zeichnungen von Jones und Palladio zusammen (British Architectural Library in London), von der die meisten seiner eigenen Gebäude inspiriert wurden. Er gab zudem zahlreiche Illustrationen von Palladios Gebäuden in Auftrag.
Sein erstes Projekt war 1719 das Burlington House, sein eigenes Wohnhaus in Piccadilly, an dem zunächst James Gibbs arbeitete, den Boyle nach seiner Rückkehr vom Kontinent entließ. Boyle selbst arbeitete nun mit dem schottischen Architekten Colen Campbell und den Innenarchitekten William Kent am Umbau des Hauses. Der Hof von Burlington House gilt als erste Umsetzung des Neu-Palladianismus im Vereinigten Königreich. Um das Jahr 1721 widmete er sich einem Haus in der Burlington Street Nr. 29. Vor allem die Zusammenarbeit mit William Kent erwies sich als dauerhaft: Gemeinsam entwarfen sie 1725 bis 1729 das Chiswick House, eine kleine Villa auf einem bestehenden Anwesen Boyles, die die oktogonale Form von Palladios Villa Rotonda bei Vicenza (erbaut 1550) aufgreift. Schlafräume oder eine Küche gibt es in Chiswick House nicht; Zweck war lediglich, Boyles Architekturbibliothek und Sammlung aufzunehmen. Der Garten, der vor allem auf William Kent und Charles Bridgeman zurückgeht, gilt als frühestes Beispiel für die malerische Nachformung einer antiken Landschaft und damit als Vorläufer des Englischen Landschaftsgartens. Die ägyptische Halle in York (1731 bis 1736) gilt als Höhepunkt von Boyles Schaffen.
In den frühen 1730er Jahren hatte sich der Palladianismus in England als vorherrschender Stil für Landsitze und öffentliche Gebäude durchgesetzt.

Architektur (Auswahl)
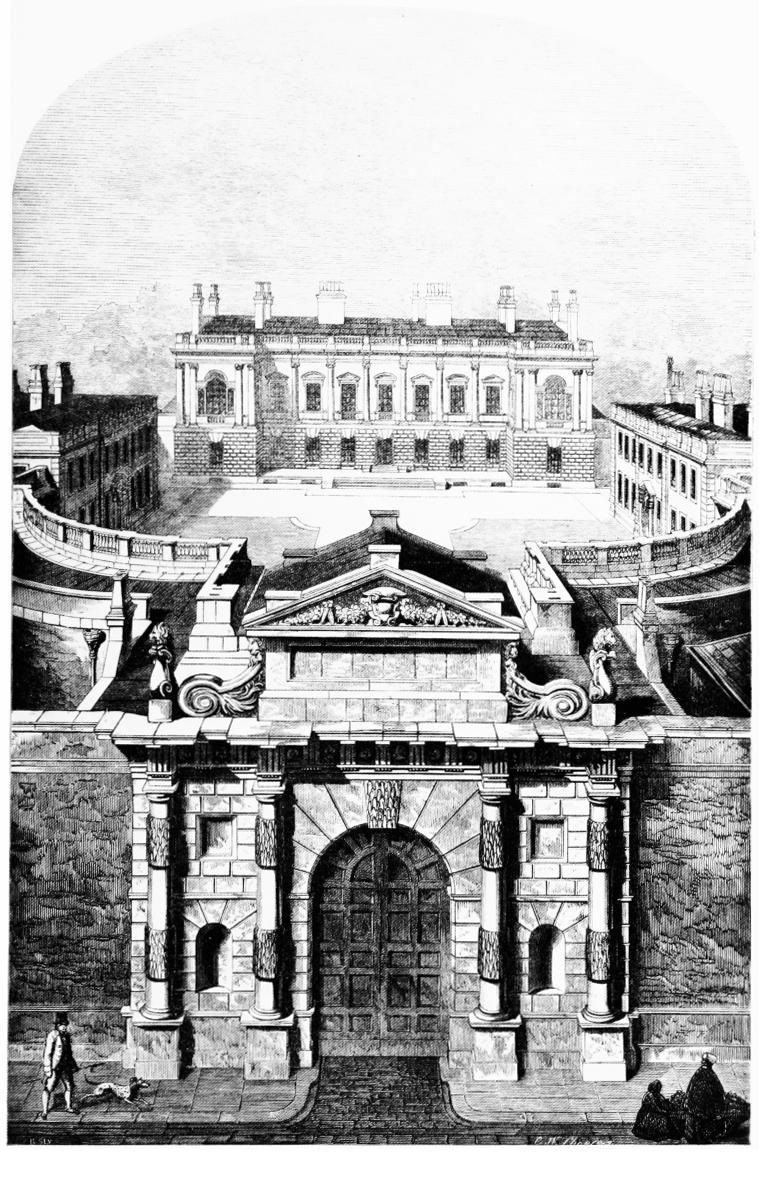
Burlington House um 1854
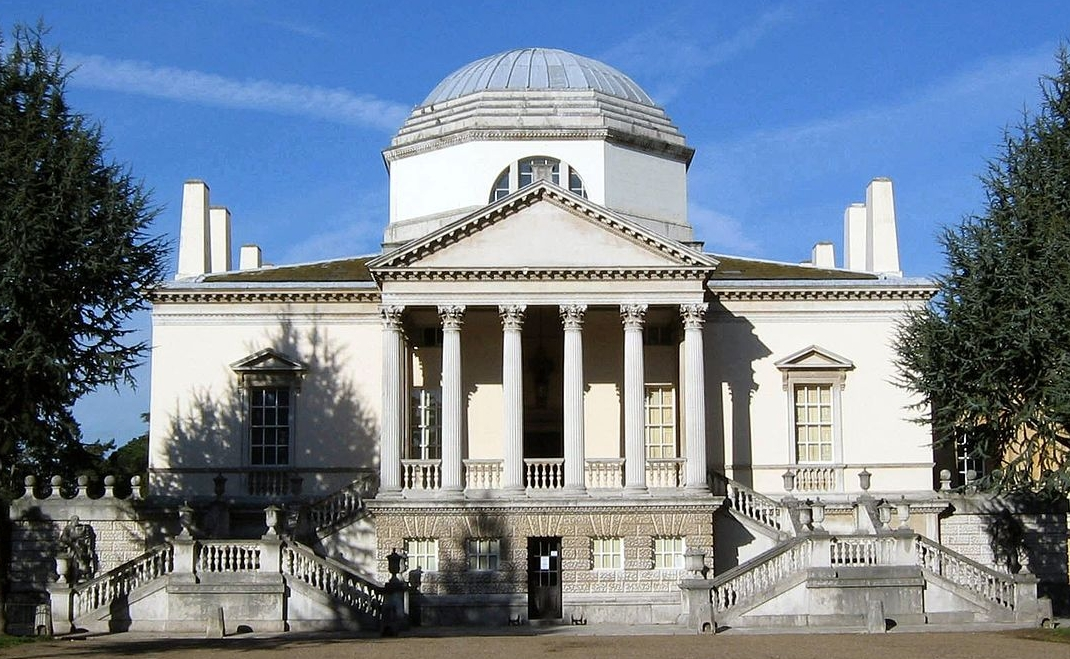
Chiswick House
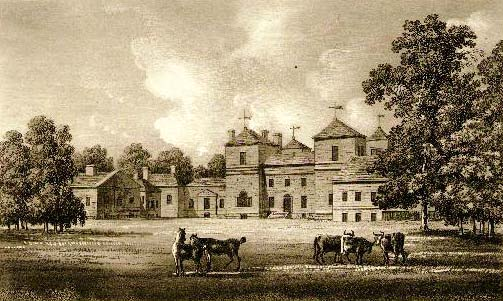
Tottenham House um 1790

## Familie

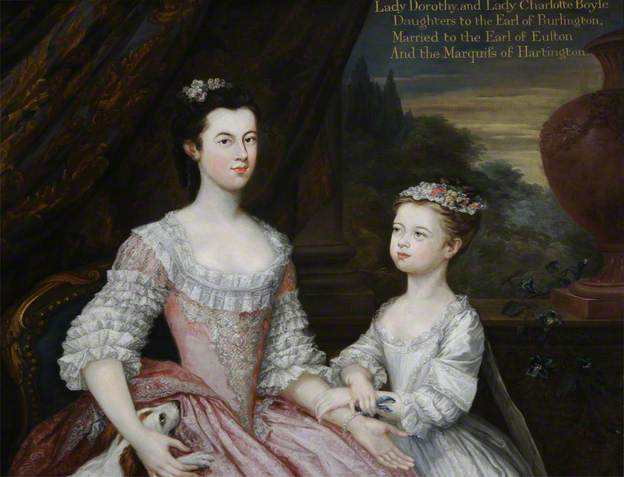
Die beiden Töchter Dorothy und Charlotte

Er heiratete am 21. März 1721 Lady Dorothy Savile, die Tochter des William Savile, 2. Marquess of Halifax. Mit ihr hatte er drei Töchter:
- Lady Dorothy Boyle (1724–1742), ⚭ 1741 George FitzRoy, Earl of Euston (1715–1747), zweiter Sohn und Erbe des Charles Fitzroy, 2. Duke of Grafton (1683–1757);
- Charlotte Elizabeth Boyle, 6. Baroness Clifford (1731–1754), ⚭ 1748 William Cavendish, Marquess of Hartington (1720–1764), 1755 4. Duke of Devonshire;
- N.N. († vor 1753).

Am 3. Dezember 1753 verstarb er in Chiswick und am 15. Dezember in der Familiengruft auf Londesborough beigesetzt. Da er keine männlichen Nachkommen hinterließ, erloschen seine englischen Titel Earl of Burlington und Baron Clifford of Lanesborough mit seinem Tod. Sein englischer Titel Baron Clifford war auch in weiblicher Linie vererbbar und fiel an seine überlebende Tochter Charlotte. Seine Titel irischen Titel Earl of Cork, Viscount Dungarvan, Viscount Boyle of Kinalmeaky und Baron Boyle of Youghal fielen an seinen nächsten männlichen Verwandten, seinen Cousin dritten Grades John Boyle, 5. Earl of Orrery.